# Sékouba Camara
Sékouba Camara né le 10 août 1983, est un ancien footballeur guinéen . Il évoluait au poste de défenseur.

## Biographie
Sékouba Camara reçoit trois sélections en équipe de Guinée en 2005 et 2006.
Il participe à la Coupe d'Afrique des nations 2006 avec l'équipe de Guinée. Lors de cette compétition, il joue un match contre la Tunisie, où il rentre à la 79e minute de jeu, à la place d'Ousmane Bangoura. La Guinée atteint les quarts de finale du tournoi, en étant battue par le Sénégal.
Le 11 juin 2005, il joue un match contre la Tunisie comptant pour les éliminatoires du mondial 2006.

## Carrière
- 2004-2014: AS Kaloum Star ( Guinée)

## Palmarès
- Champion de Guinée en 2007 et 2014 avec l'AS Kaloum Star
- Vainqueur de la Coupe de Guinée en 2005 et 2007 avec l'AS Kaloum Star